# 陈光 (1971年)
陈光（1971年12月—），男，河南永城人，中国画家，1997年毕业于中央美术学院油画专业。他曾是六四戒严部队士兵。

## 生平

### 早年
在1989年六四事件中陈光是中国人民解放军第65军的士兵，是戒严部队的随军摄影师。6月3号上午10点，陈光奉命化妆便衣独自执行押送一辆装满枪支弹药的公车抵达人民大会堂西后门的任务。6月4日，他作为 "李干事"的摄影记录助手见证了天安门广场被戒严部队占领的全过程。陈光在2009年的一次采访中提及自己曾手举步枪与学生抗议者对峙，军队清空天安门广场之后，自己还曾帮助烧毁广场上留下的横幅、帐篷和书本。1995年退役后，他先后进入解放军艺术学院与中央美术学院学习油画。1997年从中央美术学院毕业后以办高考辅导班谋生并进行艺术创作。

### 艺术创作
陈光在2009年的一次采访中坦承大多数艺术作品的灵感都来源于六四事件。
2014年4月29日，陈光私下举行的一场行为艺术活动，该活动触及了六四事件。据纽约时报的报道及美联社的现场视频，活动中戴着面具的陈光默默地在墙上涂抹白色颜料，墙上有预先写好的洋红色、红色和蓝色年份数字，从1989一直到2014。
六四事件25周年前夕，朱其主编的《血色彷徨——1989年的政治和美学》在香港发售，其中包括了陈光在六四事件中执行任务时拍下的照片。
陈光授权马健使用的自己的油画作品在其与六四事件相关的小说《北京植物人》中，陈光还把其一组弥足珍贵的“六四日记”交给了马健，马健将其发布至自己的 Facebook 页面中。

### 被捕
2014年5月7日，陈光因4月份的新闻艺术活动涉及六四事件被北京警方带走，被关押在通州看守所。
6月14日，陈光被取保候审。